# Salenocidaris
Salenocidaris är ett släkte av sjöborrar. Salenocidaris ingår i familjen Saleniidae.
Kladogram enligt Catalogue of Life:
| Salenocidaris | \| \| Salenocidaris profundi \| \| \| \| \| \| Salenocidaris varispina \| \| \| \| |
|               | \| \| Salenocidaris profundi \| \| \| \| \| \| Salenocidaris varispina \| \| \| \| |
|               | Salenia                                                                            |
|               |                                                                                    |
|               | Salenocidaris profundi                                                             |
|               |                                                                                    |
|               | Salenocidaris varispina                                                            |
|               |                                                                                    |

|  | Salenocidaris profundi  |
|  |                         |
|  | Salenocidaris varispina |
|  |                         |